# Victor Ambros
Victor Ambros, född 1 december 1953 i Hanover i New Hampshire, är en amerikansk molekylärbiolog. Tillsammans med Gary Ruvkun tilldelades han Nobelpriset i fysiologi eller medicin 2024 för upptäckten av mikro-RNA och dess roll i posttranskriptionell genreglering.
Ambros är verksam vid University of Massachusetts Medical School.

## Biografi
Ambros erhöll sin doktorsgrad vid Massachusetts Institute of Technology 1979 där han också genomförde postdoktoral forskning under 1979–1985. Under 1980-talet var både Victor Ambros och Gary Ruvkun postdoktorer hos Robert Horvitz som tilldelades Nobelpriset 2002. Ambros inledde sin oberoende forskning vid Harvard University 1985 och var anställd som professor vid Dartmouth Medical School 1992–2007. Sedan 2008 är han anställd som professor vid the University of Massachusetts Medical School där han är Silverman Professor of Natural Sciences.
Tillsammans med Gary Ruvkun tilldelades han Nobelpriset i fysiologi eller medicin 2024 för upptäckten av mikro-RNA och dess roll i posttranskriptionell genreglering. Upptäckten innebär att de klarlagt vad som får en nervcell att bli just en nerv, och hur en muskelcell vet att den ska bygga just muskler. De upptäckte att molekylen kallad mikroRNA ser till att rätt gener sätts på och stängs av när de inte behövs. Denna funktion var helt nödvändig för att livet på jorden skulle ta steget från att vara en encellig organism till att bli flercellig.
Ambros och Ruvkun gjorde sina upptäckter genom studier på rundmasken C. elegans. De gjorde upptäckterna var för sig men kom i kontakt med varandra och kunde då jämföra sina fynd. Ambros och Ruvkun publicerade sina resultat 1993, men intresset från den övriga forskarvärlden var svalt. Många ansåg att mekanismen kanske bara var unik för C. elegans och saknade relevans för större organismer. År 2000 kunde Gary Ruvkuns forskargrupp visa att samma typ av mekanism också fanns för en gen som är spridd i djurriket- och också hos människor och de fick därmed sitt stora genombrott.

## Utmärkelser
- Newcomb Cleveland Prize,  2002[11]
- Rosenstielpriset,  2004
- Genetics Society of America Medal,  2006
- Clarivate Citation Laureates,  2008[12]
- Gairdner Foundation International Award,  2008
- Benjamin Franklin-medaljen,  2008
- Albert Lasker Basic Medical Research Award, med  Gary Ruvkun och David Baulcombe,  2008[13]
- Louisa Gross Horwitz-priset,  2009[14]
- Massry-priset,  2009
- Dickson-priset i medicin,  2009
- Dr. Paul Janssen Award for Biomedical Research,  2012[15]
- Keio Medical Science Prize,  2013[16]
- Gruber-priset i genetik,  2014
- Wolfpriset i medicin, med  Gary Ruvkun och Nahum Sonenberg,  2014[17]
- Breakthrough Prize i livsvetenskap, med  Gary Ruvkun,  2015[18][19]
- March of Dimes Prize in Developmental Biology,  2016
- Fellow of the American Academy of Arts and Sciences,  2018[20]
- Nobelpriset i fysiologi eller medicin,  2024[21][22]

[Redigera Wikidata]